# Antonio Saronni
Antonio Saronni (Olengo, 13 aprile 1956) è un ex ciclocrossista italiano.
Fu quattro volte campione italiano nella specialità del ciclocross.

## Carriera
Fratello di Giuseppe Saronni, fu professionista dal 1979 al 1988 dedicandosi quasi esclusivamente al ciclocross, specialità per la quale fu quattro volte Campione d'Italia, negli anni 1979, 1980, 1982 e 1983, altresì piazzandosi secondo nel 1981, 1984, 1987 e 1988 e terzo nel 1985 e 1986.

## Palmarès

### Ciclocross
- 1978-1979

Campionati italiani
- 1979-1980

Campionati italiani
- 1981-1982

Campionati italiani
- 1982-1983

Campionati italiani

## Piazzamenti

### Competizioni mondiali
- Campionati del mondo di ciclocross

Melchnau 1975 - Dilettanti: 45º
Saccolongo 1979: 11º
Wetzikon 1980: 15º
Tolosa 1981: 17º
Lanarvily 1982: 15º
Birmingham 1983: 20º
Oss 1984: 18º
Monaco di Baviera 1985: 13º
Lembeek 1986: 20º
Mladá Boleslav 1987: 25º
Hägendorf 1988: 25º